# Matthias Schwarzbach
Matthias Schwarzbach (* 26. November 1966 in Erlangen) ist ein deutscher Mediziner und Hochschullehrer. Er ist ehemaliger Professor für Chirurgie an der Ruprecht-Karls-Universität Heidelberg und ehemaliger Vorsitzender der Deutschen Gesellschaft für Klinisches Prozessmanagement. Aktuell ist er als Chefarzt in Frankfurt-Höchst tätig.

## Leben
Nach dem Abitur am Albert-Schweitzer-Gymnasium in Erlangen im Jahr 1987 studierte Schwarzbach Humanmedizin an der Friedrich-Alexander-Universität Erlangen-Nürnberg. Das 3. Staatsexamen bestand er 1993, das amerikanische Staatsexamen Teil 1 und 2 1992. 1994 wurde er in Erlangen promoviert, 1995 erlangte er die Approbation. Die Facharztausbildung in Chirurgie absolvierte er an  der Universitätsklinik Heidelberg, wo er auch 2001 die Habilitation erhielt. Nach Weiterbildung in Gefäß- und Viszeralchirurgie wurde er Leiter des Transplantationszentrums Mannheim und 2007 außerplanmäßiger Professor im Fach Chirurgie an der Universität Heidelberg. Im gleichen Jahr wurde ihm der MBA verliehen. 2008 wurde er Gründungsvorsitzender der Deutschen Gesellschaft für Klinisches Prozessmanagement (DGKPM) e.V.
Im Jahr 2010 wurde er Chefarzt für die Klinik für Chirurgie am Klinikum Frankfurt Höchst. Weiterhin ist er Beiratsmitglied der Sarkomkonferenz.
Schwarzbach entwickelte eine nach ihm benannte Klassifikation zur Einschätzung der Operabilität von Sarkomen der Weichteilgewebe.

## Publikationen
- PubMed